# Otiothops intortus
Otiothops intortus là một loài nhện trong họ Palpimanidae. Loài này được phát hiện ở Trinidad.